# Gmina Tjörn

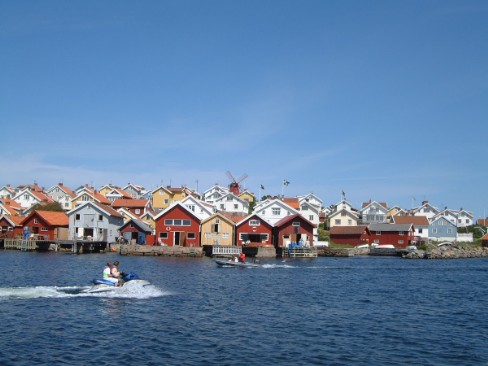
Tjörn

Gmina Tjörn (szw. Tjörns kommun) – gmina w Szwecji, w regionie Västra Götaland, z siedzibą w Skärhamn.
Pod względem zaludnienia Tjörn jest 148. gminą w Szwecji. Zamieszkuje ją 15 019 osób, z czego 48,72% to kobiety (7318) i 51,28% to mężczyźni (7701). W gminie zameldowanych jest 330 cudzoziemców. Na każdy kilometr kwadratowy przypada 89,28 mieszkańca. Pod względem wielkości gmina zajmuje 256. miejsce (dane z 2009 r.).